# أوتييه نور (كيبك)
أوتييه نور (بالإنجليزية: Authier-Nord, Quebec) هي بلدية محلية في كيبيك تقع في كندا في Abitibi-Ouest Regional County Municipality. يقدر عدد سكانها بـ 273 نسمة ومساحتها 294.40 كم2 .